# Qucs
Qucs (acrònim anglès de Quite Universal Circuit Simulator) és un programari de codi obert per a la simulació de circuits electrònics. Qucs et dona l'habilitat d'establir un circuits amb una interfície gràfica d'usuari i la possibilitat de simular el comportament en petit, mig, gran senyal i soroll (corrent continu, corrent altern, paràmetres S, anàlisi de soroll). Qucs està sotà llicència GNU GPL.

## Característiques
- Interfície d'usuari gràfica.
- Representació dels resultats en diferents tipus de diagrama incloent carta d'Smith, cartesià, tabular, polar, diagrama de temps i taula de veritat.
- Altres funcionalitats : calculadora de línies de transmissió, síntesi de filtres, eina de carta d'Smith.
- Categories dels components :
  - Components en model concentrat: resistència, inductor, condensador, amplificador, desplaçador de fase, etc.
  - Fonts de tensió o corrent.
  - Sondes de tensió o corrent.
  - Línies de transmissió.
  - Components no lineals (diodes, transistors, etc)
  - Components digitals.
  - Arxius de dades (taules).
  - Imatges.